# 1003 Лілофі
1003 Лілофі (1003 Lilofee) — астероїд головного поясу, відкритий 13 вересня 1923 року.
Тіссеранів параметр щодо Юпітера — 3,190.
Названо іменем легендарного героя німецького фольклору